# دومنيستا
دومنيستا (Δομνίστα) هي مدينة في إفريتانيا في مقاطعة كينتريكي إلادا في اليونان.
يبلغ عدد سكانها حوالي 1072 نسمة.